# Rivière... et autres chansons symphoniques
Albums de Michel Rivard
Confiance
(2008) Roi de rien
(2013)
Rivière... et autres chansons symphoniques est un album de Michel Rivard édité au Québec en 2008 par Spectra. L'album comprend des reprises de chansons de l'artiste chantées par celui-ci et accompagné par l'Orchestre Symphonique de Montréal sous la direction de Jean-François Rivest (assisté de Airat Ichmouratov). Les chansons Tout simplement jaloux, J'aimais l'hiver et La Complainte du phoque en Alaska sont tirées du répertoire de Beau Dommage.

## Titres
| No  | Titre                             | Durée |
| --- | --------------------------------- | ----- |
| 1.  | Maudit bonheur                    |       |
| 2.  | Tout simplement jaloux            |       |
| 3.  | Rivière                           |       |
| 4.  | La lune d'automne                 |       |
| 5.  | Tu peux dormir                    |       |
| 6.  | Un trou dans les nuages           |       |
| 7.  | J'aimais l'hiver                  |       |
| 8.  | Le retour de Don Quichotte        |       |
| 9.  | Le privé                          |       |
| 10. | Je voudrais voir la mer           |       |
| 11. | La complainte du phoque en Alaska |       |

## Personnel
- Chœurs
  - Nancy Fortin
  - Nadia Labbé
  - Julie St-Georges
  - Monia Bellisle
  - Maryse Ringuette
  - Jean-François Fournier
  - Benoît Martel
  - Marc-André Bélanger
  - Richard-Luc Fortin
- Arrangements, orchestrations et direction des chœurs: 
  - Blair Thomson